# Związek gmin Schönau
Związek gmin Schönau – związek gmin (niem. Gemeindeverwaltungsverband) w Niemczech, w kraju związkowym Badenia-Wirtembergia, w rejencji Karlsruhe, w regionie Rhein-Neckar, w powiecie Rhein-Neckar. Siedziba związku znajduje się w mieście Schönau, przewodniczącym jego jest Philipp Krämer.
Związek zrzesza jedno miasto i trzy gminy wiejskie:
- Heddesbach, 463 mieszkańców, 8,21 km²
- Heiligkreuzsteinach, 2 919 mieszkańców, 19,61 km²
- Schönau, miasto, 4 526 mieszkańców, 22,49 km²
- Wilhelmsfeld, 3 258 mieszkańców, 4,75 km²